# Bosco di Hoddmímir
Nella mitologia norrena, il bosco di Hoddmímir sarà l'unico posto sulla Terra che Surtr non riuscirà a distruggere con la sua spada. Come risultato, gli unici uomini che sopravviveranno al Ragnarǫk saranno Líf e Lífþrasir. Dopo essersi rifugiati in questo bosco, infatti, i due ripopoleranno la Terra e vi sarà una nuova età dell'oro.